# 超人力霸王梅比斯角色列表
此條目中為圓谷製作之特攝劇《超人力霸王梅比斯》及其共同世界觀等相關作品中出現的所有角色。

## 主角
日比野未来 （ヒビノ・ミライ）
飾演者：五十嵐隼士
聲優：曹啟謙（香港TVB）、李家傑（本篇DVD/VCD版）（香港）；李景唐（台灣）
本作主角，超人力霸王梅比斯的人間體，外表年齡18歲。是受超人之父的命令派遣來到地球的一名新戰士，個性較為天真、感性、甚至愛哭，很容易被身邊的小事感動，並懷有一顆對夥伴和保護地球的熱忱之心。在訪問地球前就對地球和人類有著強烈的崇敬，因此對人類具著一定的信任和愛。
在第1話中，因路過幫助好美而意外與未來的GUYS成員們相遇，在迫水隊長的邀請下加入GUYS後，用堅持與善良打動了各自領域與不同性格的GUYS成員們，並始終用真誠體貼的心態平息著隊友之間的矛盾。儘管最初雖有戰力但經驗欠缺，戰法不成熟，因此在變身成梅比斯的型態與怪獸對戰時曾遭到眾GUYS隊員的反感，但後來和GUYS隊員一同戰鬥並且成長後，在夥伴們的羈絆下自身實力也得到提升。其中更視相原龍為摯友。
在第45話捲入帝斯雷姆的陰謀時曾一度責備自己，然而作為人類生活的同時了解了人類的優點和缺點，並理解了超人兄弟為什麼稱地球為「不可替代的星辰」並全力保護它的原因。
過去是藉用「阿朗達斯號船」太空船船長的兒子「伴宏人」的外貌來到地球，名字「日比野未來」則是由其父伴哲郎对著梅比斯的祝福语「願你在這星球上未來的每一日都能幸福」演化而来。最初，其身份只有包含迫水真吾在內的GUYS高層知情，但在第29話英普萊扎攻擊地球後，向CREW GUYS JAPAN的隊員們告知自己就是超人梅比斯，其身份最後更直接八卦雜誌的記者蛭川光彦揭露。最終話打敗安培拉星人之後，向CREW GUYS的隊友們道別並離開了地球，並回到了故鄉光之國。
《大決戰!超人力霸王8兄弟》
在TV版第29話之間的時機受一位白衣紅鞋女孩引領，得知在一個沒有超人力霸王的平行宇宙中將會有外星怪獸侵略，需要超人力霸王的力量去保護，因此便在白衣紅鞋女孩的力量下穿越來到世界。並結識了圓大梧，也在大梧的陪伴下去拜訪昭和超人的人間體，但在這個世界中他們都不是超人力霸王，亦不存在變身成超人力霸王的記憶而感到沮喪，後與大梧談話才重拾了戰鬥的勇氣。但在不久之後被希波利特星打敗而變成了銅像。
最後靠著其他七位戰士的解救再度加入戰局，並一起將怪獸集合體給擊倒後向大梧告別，返回了自己的宇宙。
《大怪獸格鬥_超銀河傳說_THE_MOVIE》
在TV版千年過後，因貝利亞進攻光之國時和其戰士們一起聯手對付貝利亞但依然不敵。被貝利亞扔到宇宙中而逃過一劫，隨後在超人力霸王和七號的囑託下找來同樣擁有雷布朗多遺傳因子的雷，請其協助對付貝利亞。
後來和超人力霸王和七號從火花塔得到最後的光、取回變身的能力後，和雷一起趕到了怪獸墓場，欲奪回能量核，但在與貝利亞的怪獸軍團戰鬥中陷入了困境。然而後來傑洛加入戰場後形勢發生逆轉。最後和趕來助戰的雷歐兄弟、帝納以及ZAP等聯手打敗了貝利亞變成的百體怪獸貝琉多拉，奪回能量核、拯救了光之國，在結局則向飛鳥和ZAP一行人告別。

## CREW GUYS JAPAN
自《80》的當時的防衛隊「UGM」解散後經歷十年，由統合各防衛隊所組成的防衛組織，全名為「Guards for Utilit Y Situation」，在第1話跟帝諾佐魯交戰而幾乎全員團滅後，在日比野未来的協助下再度成立了第二批隊伍。
 相原龍   （アイハラ・リュウ）
飾演者：仁科克基。
聲優：陳卓智（香港TVB）、陳彥鈞（台灣）
CREW GUYS JAPAN的第一批隊員，也是第1話跟帝諾佐魯交戰中，唯一生還的初代隊員，20歲。
在隊長不在時就會代理隊長的職務，由於對抗怪獸的熱誠和粗魯的性格，經常被真理奈叫做"熱血白癡，擁有身為GUYS隊員使命的強烈自豪感，座右銘為「地球就應由我們自己的雙手守護」，然而由於作為GUYS的使命感和強烈的激情，有時經會與成員發生衝突。唯一的弱點則是害怕鬼魂。
，最初對超人力霸王懷有些許敵意，但在第三話目睹梅比斯受創時，才開始將梅比斯視為同伴。更比其他成員還要更親近，也因為對待未來的態度視如兄弟，二人也經常被GUYS隊員取笑為BL。在第30話知悉未來就是梅比斯後，卻因之前自己間接中傷未來的言論而感到羞愧，也漸漸成長成為支持未來的人。同時，因爲從芹澤前隊長那裡學到的「超人五大誓言」，所以芹澤對他而言相當重要的存在。在前期也曾有不願意稱呼迫水為隊長，改稱為迫水桑的固執，一直至第17話芹澤離開地球後，才開始接納迫水作為現任隊長的身份。在第50話安培拉星人被擊敗後，曾暫時獲得超人力霸王希卡利的力量，在最終話時更和眾人合體成梅比斯（無限鳳凰形態）並戰勝了安培拉星人。
《闇黑鎧裝》
在TV版結局兩年後，相原繼承芹澤和坂水的意志，以CREW GUYS JAPAN的第三任隊長身份登場，性格則比過去還要來得較為嚴謹，並和重聚的未來一起戰鬥。
 迫水真吾  （サコミズ・シンゴ）
飾演者：田中實
聲優：張錦江（香港TVB）、蔣鐵城（台灣）
CREW GUYS JAPAN隊長。40歲
有著外向開朗、樂天達觀的性格，善於發現他人的特點，同時也具有優秀的體能、射擊能力和領導能力。，不時給會對隊員們提出最好的建議。可以說是理想的上司，最喜歡的食物是咖啡（尤其是濃縮咖啡），船長的座位上有很多咖啡豆，經常在指揮室享用。
和GUYS最高總議長竹中為同年出身的舊識，在40年前曾是科學特捜隊（S.S.S.P）的成員，在宇宙一次亞光速飛行遭遇大量的外星宇宙船攻擊，在危急關頭於佐菲的馳援下才得以脫險。回到地球後，因為得知地球人在不知不覺中受到了超人兄弟的保護，為了想與他們並肩作戰，因而花了近10年的時間推助著CREW GUYS的成立。在芹澤隊長於第2話被認為殉職後，接任CREW GUYS JAPAN的隊長。
表面上為CREW GUYS JAPAN隊長，真實身份則是GUYS JAPAN的總監，也是第一位知道未來就是梅比斯的人，在故事之前就因為幫助未來掩飾身份，並從那以後繼續充當光之國居民與地球人之間的橋樑角色，在最終話時，成功透過演講改變了人們的意向，並以GUYS JAPAN總監的身份啟動了GUYS最終流星技術，成功擴大了梅比斯（無限鳳凰形態）的光線技能威力。由於體現出人類的堅強意志，最終則和佐菲合體，幫助梅比斯戰勝了安培拉星人。
《闇黑鎧裝》
在TV版結局兩年後，由於相原龍被任命為GUYS的新隊長，美崎被任命為總書記，此後他從前線退休，似乎專注於總監的位置。
 斑鳩喬治  （ ）
飾演者：渡邊大輔
聲優：黃榮璋（香港TVB）、蔣鐵城（台灣）
CREW GUYS JAPAN的新隊員，在加入前曾是一位明星足球選手，20歲。
過去效力於西班牙甲組足球聯賽，以獨特的左腳流星射門而聞名，擁有異於常人的動態視覺和空間辨識能力。因此能看到別人看不到的東西，故每次拿到球後，便直接衝向球門靠自己射門得分，因此被其他隊員們所討厭。在第2話於未來的邀請下加入CREW GUYS JAPAN，曾因為看到八卦雜誌的記者對他的不實報導，一度想要離開CREW GUYS，但是在未來的開導下留了下來。最初因多年的孤獨而半封閉自己的心靈，且和成員們有過多次衝突，但他逐漸與眾成員建立了友誼後，隨之恢復了原來的自我。乍看之下性格虛無縹緲，但內在則比誰都熱情。
最不喜歡別人叫他斑鳩，小時候的願望是長大之後想要成為像超人力霸王那樣受人敬仰的英雄。在最終話時更和眾人合體成梅比斯（無限鳳凰形態）並戰勝了安培拉星人。
《闇黑鎧裝》
在梅比斯離開地球後，繼續回歸球壇展開新的足球生涯。隨後因暗黑鎧甲事件，與原GUYS成員一同乘上雁鳳凰號營救困在安培拉星人宇宙船的相原。
 風間真理奈 （カザマ・マリナ）
飾演者：齊川愛、童年：小池彩夢
聲優：張頌欣（香港TVB）、林美秀（台灣）
CREW GUYS JAPAN的新隊員，加入前曾是一位賽車手，19歲。目標是參加世界錦標賽的女子
在第2話於未來的邀請下加入了CREW GUYS。擁有超乎常人的聽覺。能準確分辨出敵人攻擊的飛行方向，還能從錄像中聽到微弱的怪獸吠叫聲。不過正是因為這種優秀的聽力，使她對摩托車的故障很敏感，即使不喜歡也有撞車的恐懼感，此在比賽的最後一圈會下意識的放慢速度，也因為這是賽場上的致命弱點，因此成績始終無法提高。不過在第13話中則是在一次野遊中，為了拯救車隊教練門倉及友人凛子而成功克服恐懼。
相當很怕蜘蛛，同時也是斑鳩丈二的球迷，對他有著微妙的情感。他有兩個弟弟，在第23話中在調查一系列失蹤事件時，藉由異星人托里的重逢與穿越到過去的時間，想起過去祖父去世結識托里的回憶，最終回想起了自己的記憶。最終話時更和眾人合體成梅比斯（無限鳳凰形態）並戰勝了安培拉星人。
《闇黑鎧裝》
在梅比斯離開地球後則回到賽車場上繼續奮鬥，並獲得夢寐以求的世界摩托車錦標賽的冠軍，隨後因暗黑鎧甲事件，與原GUYS成員一同乘上雁鳳凰號營救困在安培拉星人宇宙船的相原。
 天谷木之美  （アマガイ・コノミ）
飾演者： 平田弥里、童年：山口愛
聲優：林芷筠（香港TVB）、劉如蘋（台灣）
CREW GUYS JAPAN的新隊員，在加入前是位膽小和善，開朗並在幼兒園工作的老師，18歲。。
因為關心他人的性格，能夠輕易察覺到與孩子、怪獸和超人力霸王的想法，在第28話透露，隨身攜帶的眼鏡實為童年朋友須崎所贈送，並被好美視為「勇敢的護身符」。
在第2話於未來的邀請下加入了CREW GUYS。主要負責擔任基地內的工作及擔當調動的操作，儘管並不適合戰鬥，但她的勇氣可與其他成員相媲美。曾在第46話中人因受傷住院，鐵平因感冒倒下擔任裝槍手出擊，救出了被格羅薩姆冰封的梅比斯。相當疼愛膠囊怪獸小艾雷王寶寶及米古拉斯。在最終話時更和眾人合體成梅比斯（無限鳳凰形態）並戰勝了安培拉星人。
《闇黑鎧裝》
在梅比斯離開地球後，則回到幼兒園繼續擔任教師工作，隨後因暗黑鎧甲事件，與原GUYS成員一同乘上雁鳳凰號營救困在安培拉星人宇宙船的相原。
 久世哲平  （クゼ・テッペイ）
飾演者：内野謙太、童年：井家良輔
聲優：張裕東（香港TVB）、李景唐（台灣）
CREW GUYS JAPAN的新隊員，加入前曾在醫學院就讀，以繼承父親的醫院為目標努力的學生，18歲。
是個怪獸博士，能夠看見怪獸和外星人時可以馬上認出和說出牠的名字、特性與能力（僅限於曾經出現過的怪獸），此外也認為自己掌握了太空語言，並一直非常活躍地為梵顿星人擔任翻譯。小時候相當崇拜能夠當上GUYS隊員。然而卻被過度保護的母親惠子反對。在第2話於未來的邀請重燃GUYS的欽佩，因此而加入了CREW GUYS。主要是針對怪獸和宇宙人的數據分析和行動，並相信「所有的現象都可以用科學的方式解釋」的觀點投入研究。也因此討厭通靈現象和神秘主義，在涉及這種現象的事件中反而更是團隊中最勇敢的成員。並不喜歡吃西紅柿，在最終話時更和眾人合體成梅比斯（無限鳳凰形態）並戰勝了安培拉星人。

《闇黑鎧裝》
在梅比斯離開地球後，則是繼承了父親的醫院，隨後因暗黑鎧甲事件，與原GUYS成員一同乘上雁鳳凰號營救困在安培拉星人宇宙船的相原。

### 第三批
春崎緒方
飾演者：石川紗彩
於《闇黑鎧裝》登場，在眾人離開隊伍後，GUYS JAPAN的新進隊員。
是新隊員任務分數最高的人。最初戰鬥還有點害怕，當龍要進入黑暗鎧甲時被攻擊時，他沉著冷靜從飛翼號逃離。

## G.U.Y.S
美崎雪
飾演者：石川紗彩
聲優：黃玉娟（香港TVB）、林美秀（台灣）
CREW GUYS JAPAN的代理總監與實際負責人。學生時代被星探發掘的超級精英，在年紀輕輕就登上了組織第二席位的女性。性格冷靜沉著，負責傳達日本支部總監的指示，在重要任務時會解釋怪獸災害的背景和整體策略，直接對CREW GUYS JAPAN下達指示。亦是少數知曉GUYS JAPAN總監及梅比斯真實身分的人。
另外和迫水真吾隊長／總監是少數知道PHONEIX NEST的存在及擁有使用權力，在不少集數中，即使在困難的情況下也經常表現出耐心並鼓勵成員，由於位居前線，因此必須時刻表現得很耐心，不向任何人展示自己的內心，所以有時也需要獨自承擔著痛苦和責任感。
《闇黑鎧裝》
在與迫水交換崗位後，以總監秘書的身份再度登場。
 芹泽和也 （セリザワ・カズヤ）
飾演者：石川真
30岁，超人力霸王希卡利的人間體，CREW GUYS JAPAN的前队长。
在第1話時與怪獸戰鬥中為了拯救相原龍，而單獨駕駛戰鬥機而犧牲。此時藍武士來到地球正巧遇見情景，因而透過此緣故而得以一體化復活，並以芹澤的身份在地球上活動。是相原龍生命中非常敬重的人。
在第17話中，他承認相原龍等人的成長，並以希卡利的身份離開地球，後在第35話時，曾因巴巴爾星人假扮成冒牌希卡利攻擊地球而被誣陷，在得知其身份後被GUYS扣押，當巴巴爾星人現出原形後，其身份才被印證，因而變身擊敗冒牌希卡利。最後則在第49和最終話中，因為在和安培拉星人的戰鬥中重創而精疲力盡，並暫時將希卡利的力量借給相原龍。在打敗安培拉星人之後，芹泽則因和希卡利一體化的因素，最後則和梅比斯並離開了地球，並回到了光之國。
 鳥山重吉  （  ）
飾演者：石井愃一
聲優：陳曙光、黃子敬（香港TVB）、林士程（台灣）
CREW GUYS JAPAN的輔佐官，是位行事非常保守固執、且相當搞笑的人物。相當在意GUYS在大眾上的輿論，碰到事情還具有「自保為先」的逃避性格。還有笨手笨腳的一面。
被隊員們稱為「老鳥」，在關鍵時刻時相當能發揮作用，且在幕後經常獲得預算，協助隊伍制定戰場撤離計劃，因此對於保護地球仍具有一定的正義感。此外對劍道也相當有一手。
由於碰到事情相當大驚小怪且經常引起軒然大波，不僅經常被CREW GUYS的成員無視，還被秘書丸形容他是「小氣又膽小的小人」。
在最初的劇本中，原訂其個性是系列過去作品中出現的鷹派軍官角色，但因石井愃一石本身隨和迷人的形象，因此而更改成了更容易被人喜愛的角色，作為劇中的搞笑擔當配角。
《闇黑鎧裝》
仍以輔佐官的身份再度登場。
 丸（圆）辅佐官秘书 （マル補佐官秘書）
飾演者：前田豐
聲優：李錦綸（香港TVB）、（台灣）
鳥山輔佐官的秘书，經常隨其一起出現，然而經常因多嘴而遭到鳥山的斥責，暗戀美崎雪。是個難纏的人。
《闇黑鎧裝》
仍以輔佐官秘书的身份再度登場。

### 參謀
竹中參謀  （'）
飾演者：佐原健二
聲優：譚炳文（香港TVB）
GUYS的最高总负责人。實際上則是《赛文·奥特曼》中奥特警备队参谋本部的竹中参谋。
曾與GUYS JAPAN的總監迫水真吾是科学特捜隊的成員，彼此之間有著深厚的友誼和信任關係。此外也是彩和啟人的外公。

### GUYS OCEAN
勇魚洋（イサナ・ヒロシ）
飾演者：村上幸平
聲優：何承駿（香港TVB）
GUYS OCEAN的隊長。於第38話初登場，駕駛SEA WINGER和CREW GUYS JAPAN共同作戰。具有著冷靜的判斷力與觀察力。表面上舉止輕浮，實際卻是個非常精明細緻的人。
過去曾是GUYS整備組的成員，在參加GUYS Ocean入伍考試後辭職。因此與原本的上司荒磯疏遠，與迫水隊長是舊識。最後在GUYS作戰時的對話中間接得知未來的身份。

### 科學部門
藤澤麻美（フジサワ・アサミ博士）
飾演者：石橋桂
第25・26・46話登场，26歲，CREW GUYS JAPAN的异次元物理学家。性格活潑好動，在過去是年僅20歲時就獲得了異次元物理學位的天才博士。當前正在進行研究和分析由宇宙人留下的技術改良而成的「新流星技術」。
與美崎雪是相當要好的朋友，同時也是斑鳩的暗戀對象，然而卻發現麻美熱愛海洋而自己怕海而失戀。在第46話協助CREW GUYS進行對抗冷凍星人格羅扎姆和合作營救未來的任務，並表示自己很早就知情未來實際上是梅比斯的身份。

## 宇宙人或怪獸
謎之女子（ボガールヒューマン）
飾演者：小山萌子
第1至10話登場故事前期的敵役角色，真實身份為高次元捕食體博加茹。是皇帝封印的前任邪將「邪惡博伽茹」的部下，有著性格凶狠殘暴、且高度智能的生命體，會把怪獸當做主要食物，同時對一切有高能量的物體都抱有食慾。
曾毀滅了許多的宇宙文明，包括阿柏星的罪魁禍首，在故事之前被化身為藍騎士的希卡利追殺，來到地球後不斷將沉睡的怪獸喚醒，使一度被認為已經結束的怪獸頻發期再次開始。
平時是以神秘的黑髮白衣女人在地球活動，經常發出讓人感到毛骨悚然的笑聲，在第9話在梅比斯和藍騎士擊倒後死去。
 過去／香子（カコちゃん）
飾演者：高宗歩未
初登場於36話，自稱是梅比斯（日比野未來）的妹妹，因而被隊員取名為「過去」。真實身分為薩克基諾星人。
後於49話中再度出現，協助梅比斯與GUYS一同對抗安培拉星人。
 安培拉星人
初登場于泰羅奧特曼，自稱是黑暗宇宙大皇帝，夢比優斯奧特曼最終boss，曾率軍攻打光之國，后因被奧特之父砍傷撤退。

## 重要角色

### 神宮寺家
神宮寺彩 （ジングウジ・アヤ）
飾演者：伊藤愛子
聲優：張頌欣（香港TVB）、林美秀（台灣）
首次與《梦比优斯奥特曼&奥特兄弟》登場，22岁，被未來暱稱為「彩姐」。是在國中就取得GUYS資格證，相當才華橫溢的天才海洋學家。同時也是竹中总议长的外孙女。
現與弟弟啟人居住在兵庫縣神戶市，有著面對危險毫無畏懼，始終為眾人考慮安危的堅強性格，在電影版中在神戶負責幫助未來調查關於海底不詳徵兆的現象，但隨之遭到扎拉布星人綁架而囚禁在薩烏魯斯的頭部，最後則是被梅比斯拯救。
而後為了拜訪未來而在正劇第43・44話再次登场，並和未來一同墜入亞波人製造的結界中，最後則徹底知悉未來就是超人力霸王梅比斯的身份。
 神宫寺啟人 （ジングウジ・タカト）
飾演者：田中碧海
首次與《梦比优斯奥特曼&奥特兄弟》登場，彩的弟弟，7歳，一位曾對超人力霸王和GUYS充滿仰慕的小男孩，同時也是竹中总议长的外孙子。在3個月與寵物犬「阿爾特」前往親戚家時遭遇怪獸基路伯的襲擊，因束手無策而無法幫助阿爾特而自己封閉了起來。
在被未來鼓勵之後，和未來做了「如果梅比斯在戰鬥贏了的話，就接受請求他做個「V字」的勝利手勢」的約定。最終在目睹一切變為無限型態的梅比斯，並看到梅比斯擺出V字手勢後則重拾對超人力霸王和自己的信心，並繼續以加入GUYS的方向繼續努力。

### G.U.Y.S的家人與關聯者
久世桂子 （クゼ・ケイコ）
飾演者：林寬子
第1・3・14・16・26・29話登場，久世哲平的母親。
相當過度保護哲平，在小時候因擔心哲平而心臟病發作而進入醫院，也是導致哲平為了不讓母親擔心，因此在沒有告知她的狀態下加入了GUYS的原因。
在第14話因在電視上看鐵兵穿著GUYS進行電視採訪的新聞，因此曾殺入總部想要將他強行帶回。但卻意外成為昆虫型甲壳怪兽因塞克塔斯的受害對象。
最終她在戰場中見識到哲平的成長後，同意他繼續待在CREW GUYS。
 久世哲治 （クゼ・テツハル）
飾演者：加門良
第1・14・16話登場，久世哲平的父親，久世総合病院院長。
與妻子不同的是他的個性相當勇敢，曾在醫院受到怪物襲擊時保護不能動彈的病人。也許正因為如此，他很早就被哲平告知加入CREW GUYS的消息。

### 日本政府國家安全保障局
志木 
飾演者：斎藤洋介
第48話登场，有權干預GUYS人事義務的政府機構，日本政府國家安全保障局的局員。非常忠實於國家，通常是基於都基於國家（上層）的意願而行動，因此如果政策發生變化，他將不會表現出更強硬的立場。
和過去的相原一樣，認為地球就應由人類親手保護。因此對於GUYS拒絕交出未來的態度感到冷嘲熱諷。
因安培拉星人要求在三小時內將梅比斯交出來，在毫無考慮當時未來的身體狀況曾強行把未來帶走。最終當人類不服從「安培拉星人」的要求，並在電話中獲悉安全保障局局長「拒絕交出梅比斯」的決定後，他就順從了這一意圖並協助GUYS。

## 其他登場角色
伴哲郎 （バン・テツロウ）
飾演者：平泉成。
第21・22話登场，已經退休的行星地質學家，同時也是「阿朗達斯號船」太空船的船長。>過去與家人們在火星基地生活，妻子在五年前再一次火星怪兽那麥貢的襲擊下喪生。而在半年前則與兒子宏人從火星運送「斯派修姆物質」到達地球，但太空卻船意外捲入異次元空間的強烈引力中。
在該船即將被吸入異次元的前刻時，因兒子宏人的犧牲而逃過一劫，因此當未來以梅比斯的樣貌出現在其面前時，飽受失去妻兒之痛的他拒絕梅比斯用其兒子的身份在地球生活，並將梅比斯委託給相識已久的朋友迫水真吾。由不過在內心還是默默為他表示祝福，更是當初為梅比斯命名為「日比野未來」的命名者。
 伴宏人（バン・ヒロト）
飾演者：五十嵐隼士
聲優：李致林（香港TVB）
第21、22話登场，是「阿朗達斯號船」太空船的船员，也是伴哲郎的兒子，18歲。出身自火星，在半年前與父親從火星運送「斯派修姆物質」到達地球時遭遇意外捲入異次元空間的危機中，最終為了拯救父親與同伴而與阿朗達斯號船吸入異次元空間，就此生死不明。
由於當時目睹事發經過的梅比斯因來不及救到他而心痛，因此梅比斯就以宏人作為其人间体外貌的来源在地球行動。
 蛭川光彦（ヒルカワ・ミツヒコ）
飾演者：加藤厚成
第28・43・44・48話登场，自由記者。有著為了自己活下去可以犧牲別人的自私性格，經常以如惡意，謠言，猜疑和自私的方式在八卦雜誌登載爆料醜聞，並藉及褻瀆他人的聲譽，其中更對GUYS抱持著極為鄙視的眼光看待，更對超人力霸王抱持著仇恨的荒謬偏見。
曾加藉以須崎潤好友的名義，在第43話曾為想找些爆料新聞賺更多的稿費而跟蹤未來和彩姐兩人，但卻因此墜入亞波人製造的結界。
在發現未來就是梅比斯後曾向雜誌和新聞公開其身份並加以攻擊，然而最終在迫水真吾演講的扭轉下則以失敗收場，並受到公眾的懲罰。
門倉
飾演者：影丸茂樹
第1 - 3・6・13・16・26・29話登場，風間真理奈的車隊教練。在第13話真理奈在八幡山登山健行遭遇姆卡旦達的襲擊，最後怪獸消失後則肯定真理奈勇敢面對與怪獸對戰的勇氣。
 沢木凛子 （サワキ リンコ）
飾演者：清水明日香飾
第13話登場，真理奈參加GUYS證書考試時相識的好友。擁有相當超乎意料的格鬥技能，現在正以登頂聖母峰為目標而進行登山練習。在八幡山登山健行與意外與休假的真理奈和門倉相遇，並一同遭遇姆卡旦達的襲擊，最後怪獸消失後則肯定真理奈勇敢面對與怪獸對戰的勇氣。
 平藏 
飾演者：植田峻
第12話登場，在河川意外撿到意外掉落的新流星技術「古羅泰斯細胞膠囊」的老人。
與孫女由香經營一間雜貨店，並意外目睹古羅泰斯細胞使惠比壽神像變成怪獸考達依格theother的瞬間。
須崎潤（スザキ ジュン）
飾演者：河合龍之介
第28話登場，好美的青梅竹馬，前演員。在三年前與備受關注的新人發生衝突後，因傷害事件而遭到逮捕。
在蛭川光彦的策劃下接近好美，並設法獲得能夠毀謗GUYS成員的相關資料，最終最終計劃落空後看到好美奮力拼搏的一面，因而決定改變自己而與好美和好。原本是超人力霸王的粉絲。
 播報員
飾演者：須藤公一
第31話登場。
 明子 （アキコ）
飾演者：斉藤友子、童年田中明
第32話登場，好美工作的幼兒園的院長。過去曾與一名經常在河岸旁拼命地挖洞的「宇宙人」青年相遇，因而了解關於梅茨星人的事情。在受到「宇宙人」青年的影響後，則認為無論怎樣不同星球的人們都能心靈相通，則開始往幼兒園院長的目標前進。
保育士
飾演者：岩佐真理
第4・29・32話登場，與好美在幼兒園工作的老師皆同事。
 高村美咲 （タカムラ ミサ）
飾演者：斉藤麻衣
第33話登場，鐵兵的晚輩高村的妹妹，是醫學院的大一女學生。在一週前與同學出海時遭遇弗米格火焰的襲擊而遭到附身，由於憑依能力的同步率非常導致，弗米格火焰受到的傷害會出現在美紗的身上
最後由GUYS開發出的新流星技術「靈魂分離器」，加上融合梅比斯光線中的高能源粒子成功與怪獸弗米格分離，然而這段期間的記憶則遺失了。
 靈媒師
飾演者：赤星昇一郎
第33話登場，為了消除美咲體內的弗米格火焰而被顧來的無能靈媒。
 日出小百合（日ノ出サユリ）
飾演者：美保純
第39話登場，在GUYS基地鳳凰巢食堂工作的員工，是有著6個孩子的熱血家庭主婦。在回家的路上因為了保護過馬路的孩子而出了車禍，在瀕死狀態時因其勇敢的行為被薩彭特星人注意，而與其合為一體獲得新的生命。
雖然平時都是以小百合的意識活動，但後來身體在薩彭特星人意識強行控制下進行侵略前線的行動。後來在試圖摧毀GUYS基地時，薩彭特星人遭到小百合強烈的意識反制而消失，最後小百合則得到如超人般的超能力擊敗了薩彭特軍團，並繼續與家人生活。
 菊地電器商會社長
飾演者：（菊地英一）
第45話登場，意外從店內接受遭到策谋宇宙人帝斯雷姆作為人質的GUYS隊員們電波，並通知記者其話語擴大，將隊員們激勵的打氣告知梅比斯。
在目賭傑克變身後，說出了「超人力霸王...歸來了！」的經典名言。
 母親
飾演者：五藤圭子
第48和49話登場，與年幼的兒子相信超人力霸王能保護地球的念頭，並不服從「安培拉星人」的要求。在第49話即使與所有民眾知道未來就是梅比斯的身份，但還是讓兒子去找未來轉達鼓勵的話語。

### 神戶市
廣川正義（風見慎吾飾）
神戶海洋環境中心的學藝員，平時代替彩照顧啟人。
松永 - 堀内正美
神戸市市長，在出席港灣人工島線神戸空港直通線的試運時遭到偽冒梅比斯的襲擊。
其電話鈴聲是《超人力霸王納克斯》劇中夜襲隊出動的主題音樂。
副市長・幸田 - 布川敏和
神戸市的副市長，在出席港灣人工島線神戸空港直通線的試運時遭到偽冒梅比斯的襲擊。
市長秘書・綠川- 山田玛利亚
神戸市市長的秘書，在出席港灣人工島線神戸空港直通線的試運時遭到偽冒梅比斯的襲擊。

## 歷代超人力霸王的人間體
歷屆於昭和時期降臨地球，並與怪獸對決的超人力霸王的人間體。在此作則是友情客串登場。除了超人力霸王太郎的主角飾演者篠田三郎，他自大結局時決意作為一個人類生存下去後，並沒有在後續系列作為客串演出。
早田進 （ハヤタ・シン）
飾演者：黒部進
聲優：李景唐（台灣）；林保全→朱子聰（本篇）、陳曙光（電影TVB版）、葉振聲 (外傳TVB）（香港）
超人力霸王的人間體。外型是根據曾經在地球戰鬥時與一心同體的地球人，原為科學特搜隊的早田進隊員樣貌而變換的。
《世紀之戰》
作為主要配角登場，在1986年時曾和七號、傑克、衛司一起阻止異次元人亞波人攻擊地球為了防止薩烏魯斯復活則使用「終極十字屏障」封印了這股邪惡力量。但卻因此耗盡了能量，最後則以早田進的身份在神戶機場擔任機場長生活，曾向未來表示：「永不放棄任何困難，讓不可能成為可能……這就是超人力霸王！」
《梅比斯》
在新薩烏魯斯被擊敗後在地球上停留了一段時間，在第47話再度客串登場，並幫助梅比斯一同對付擊退了暗黑四天王之一的梅菲拉斯星人。
在最終話最後在打敗安培拉星人後，則和其他超人兄弟們一起離開了地球。
 諸星彈 （モロボシ・ダン）
飾演者： 森次晃嗣
聲優：林士程（台灣）、李香生（台灣/電影）；林保全→招世亮（本篇）、馮錦堂/林保全（電影TVB版）、梁偉德 (外傳TVB）（香港）
超人七號的人間體。過去曾以超級警備隊隊員的身份在地球活躍過，在本劇世界觀中的諸星彈，在《雷歐》第40話M.A.C被圓盤生物殲滅後失蹤時，在超人之母的幫助下安全返回M78 星雲。同時也恢復了他的變身能力。
《世紀之戰》
作為主要配角登場，在1986年時曾和超人力霸王、傑克、衛司一起阻止異次元人亞波人攻擊地球，為了防止薩烏魯斯復活則使用「終極十字屏障」封印了這股邪惡力量。但卻因此耗盡了能量，最後則以諸星彈的身份在神戶市的牧場生活著。
《梅比斯》
在新薩烏魯斯被擊敗後在地球上停留了一段時間，並在第46話再度客串登場，幫助梅比斯一同對戰擊退了暗黑四天王之一的格羅扎姆。在戰鬥結束後鼓勵未來，並提及在他過去經歷M.A.C全滅事件的憾事。
在最終話打敗安培拉星人後，則和其他超人兄弟們一起離開了地球。
 鄉秀樹 （ごうひでき）
飾演者：団時朗
聲優：陳彥鈞（台灣）、李世揚（台灣/電影）；陳曙光（本篇）、梁志達（電影TVB版）、黃啟昌 (外傳TVB）（香港）
超人力霸王傑克的人間體。過去曾以怪獸攻擊隊隊員和賽車手的身份在地球活躍過。
《世紀之戰》
作為主要配角登場，在1986年時曾和超人力霸王、七號、衛司一起阻止異次元人亞波人攻擊地球為了防止薩烏魯斯復活則使用「終極十字屏障」封印了這股邪惡力量。但卻因此耗盡了能量，最後則以鄉秀樹的身份在神戶的賽車場上給參加比賽的後輩們作指導。
《梅比斯》
在新薩烏魯斯被擊敗後在地球上停留了一段時間，並在第45話再度客串登場，並幫助梅比斯一同擊退了暗黑四天王之一的帝斯雷姆。
在最終話打敗安培拉星人後，則和其他超人兄弟們一起離開了地球。
 北斗星司 （ほくとせいじ）
飾演者：高峰圭二
聲優：蔣鐵城（台灣）、曹冀魯（台灣/外傳）；盧國權→譚炳文（本篇）、張炳強（電影TVB版）、李致林 (外傳TVB）（香港）
超人力霸王衛司的人間體。過去曾以超獸攻擊隊的身份在地球活躍過。在電影版《超人力霸王梅比斯&超人兄弟世紀之戰》中作為主要配角登場，在1986年時曾和超人力霸王、七號、傑克一起阻止異次元人亞波人攻擊地球為了防止薩烏魯斯復活則使用「終極十字屏障」封印了這股邪惡力量。但卻因此耗盡了能量，最後則以北斗星司的身份在神戶市的觀光餐廳做著廚師工作。
《梅比斯》
在新薩烏魯斯被擊敗後在地球上停留了一段時間，第44話再度客串登場，為了幫助月球的GUYS而變身成艾斯，並前往月球對戰魯納蒂克斯，最終則再次與夕子重逢，兩人再次合體變身。
在最終話在打敗安培拉星人後，則和其他超人兄弟們一起離開了地球。
 南夕子（みなみゆこ）
飾演者：星光子
聲優：劉如蘋（台灣）；（香港）
超人力霸王衛司的前人間體。過去曾以超獸攻擊隊的身份在地球活躍過。真實身份是月球人。
在第44話客串登場，當魯納蒂克斯的戰鬥結束後，再次與隊友北斗星司重逢，兩人敞開心扉並深情合掌，並再一次合體變身成衛司。
 鳳源
飾演者：真夏龙
聲優：蔣鐵城（台灣）；譚炳文（香港）
超人力霸王雷歐的人間體。過去曾以宇宙巡邏隊的身份在地球活躍過。在《雷歐》的故事結束後在世界各地旅行，最後則前往M78星雲。
在第34話客串登場，儘管此時已作為宇宙警衛隊的一員，但為了考驗梅比斯的實力還是回到了第二故鄉「地球」，並再次化身成鳳源，指示未來進行體術修煉，讓他苦練出擊敗敵人的方法，在該集最後再度變身成雷歐，協助幫助梅比斯擊敗了雷弗萊特星人。並將地球的保護責任託付給了未來。
在最終話打敗安培拉星人後，則和其他超人兄弟們一起離開了地球。
 矢的猛（やまとたけし）
飾演者：長谷川初範；朱子聰（香港）
超人力霸王80的人間體。過去曾以地球防衛軍UGM的身份在地球活躍過。在第41話客串登場，為了追擊圓盤生物羅貝拉格二世而來到地球上的荒島交戰，在淨化了硫酸怪獸霍，並則和當年自己在櫻崗初級中學任教時的畢業生們一同歡慶同學會。最後在打敗安培拉星人後，則和其他超人兄弟們一起離開了地球。